# Defibrilator
Defibrilator je medicinska naprava za defibrilaciju ili kardioverziju. Može se rabiti primjerice kod aritmija, fibrilacija srčanih komora ili ventrikularne tahikardije. Defibrilatori se rabe na odjeljenjima intenzivnog liječenja, operacijskim dvoranama, u hitnim sobama, kao i u vozilima hitne službe. Od 1990. nalaze se u razvijenim zemljama i u javnim zgradama poput kolodvora, zračnih luka i drugih javnih mjesta za uporabu medicinskim laicima. 

## Vanjske poveznice
- Hitnapomoc.net  Arhivirana inačica izvorne stranice od 17. kolovoza 2013. (Wayback Machine)